# More Than Words
More Than Words is een nummer van de Amerikaanse hardrockband Extreme. Het nummer verscheen op hun album Extreme II: Pornograffitti (A Funked Up Fairy Tale) uit 1990. Op 12 maart 1991 werd het nummer in Europa, de VS en Canada uitgebracht als de derde single van het album. Op  14 juni dat jaar volgden Australië en Nieuw-Zeeland.

## Achtergrond
More Than Words is geschreven door zanger Gary Cherone en gitarist Nuno Bettencourt. Het is een rustig nummer dat is gebouwd rond de stem van Cherone en de akoestische gitaar van Bettencourt, die tevens de achtergrondzang verzorgt. Het is een opvallend nummer in het oeuvre van de band, aangezien zij vooral funkmetal maken. In het nummer wil de zanger dat zijn geliefde meer doet om te laten zien dat zij van hem houdt dan alleen maar "ik hou van jou" zeggen. Bettencourt beschreef het als een waarschuwing dat de betekenis van deze zin verloren is gegaan: "Mensen gebruikt het zo makkelijk en zo licht dat zij denken dat je dat kunt zeggen en alles weer goed is, of dat je dat kan zeggen en dat alles oké is. Soms moet je meer doen en het ook laten zien - er zijn andere manieren om 'ik hou van jou' te zeggen."
Na verloop van tijd begonnen de bandleden More Than Words steeds minder leuk te vinden, tot op het punt dat ze het niet meer live speelden. Gary Cherone vertelde hierover in een interview: "Dat nummer gaf ons de vrijheid om het album te maken dat we echt wilden maken toen we begonnen met de opnamen van ons derde album. Daardoor konden we op grote tournees gaan, door alle staten en over de hele wereld... Gedurende de jaren '90 begonnen we echt een hekel te krijgen aan het nummer. We werden 'die More Than Words-gasten' genoemd. We vonden de perceptie dat het nummer rond de band had gecreëerd niet leuk. Ik weet nog dat we met Aerosmith op tournee waren in Polen... het was tijdens die tournee dat we besloten om het nummer niet te spelen. We deden het gewoon niet. Na een aantal concerten van de tournee schreef Steven Tyler in grote letters op de deur van onze kleedkamer, 'Speel dat fucking nummer!' Zijn houding was bijna vaderachtig. Hij zei, 'Kijk, dit is jullie eerste keer in Polen. Wanneer denken jullie dat jullie weer terug zullen komen? Ze willen het horen, dus speel het!'"
More Than Words werd een wereldwijde hit en behaalde in thuisland de VS de nummer 1-positie in de Billboard Hot 100. Ook in Canada en Nieuw-Zeeland, terwijl de plaat in het Verenigd Koninkrijk piekte op de 2e positie in de UK Singles Chart. In Australië en Ierland werd de 2e positie behaald, Duitsland de 8e, Oostenrijk de 13e, Zwitserland de 3e, Frankrijk de 8e, Zweden de 4e en in de Eurochart Hot 100 en Bettencourts' thuisland Portugal de 3e.
In Nederland werd de plaat in het voorjaar van 1991 veel gedraaid op Radio 3 en werd een gigantische hit in de destijds twee landelijke hitlijsten op de nationale publieke popzender en behaalde de nummer 1-positie in zowel de Nederlandse Top 40 als de Nationale Top 100.
In België bereikte de plaat eveneens de nummer 1-positie in de voorloper van de  Vlaamse Ultratop 50 en de 2e positie in de Vlaamse Radio 2 Top 30. In Wallonië werd geen notering behaald.
Alhoewel de band in Europa met voorganger Get the Funk Out al een kleine hit had gescoord, zorgde deze plaat voor hun doorbraak in thuisland de Verenigde Staten, Canada, Australië, Nieuw-Zeeland en Europa.

## Videoclip
De videoclip van de plaat is opgenomen in zwart-wit en is geregisseerd en geproduceerd door Jonathan Dayton en Valerie Faris. Aan het begin legt bassist Pat Badger zijn instrument neer en schakelt zijn versterker uit en legt drummer Paul Geary zijn stokken neer. Vervolgens zijn Bettencourt en Cherone te zien terwijl zij het nummer spelen, terwijl de andere bandleden toekijken. In Nederland werd de videoclip destijds op televisie (Nederland 2) uitgezonden door Veronica in de tv-versie van de Nederlandse Top 40 en het popprogramma Countdown en door de TROS in het popprogramma Popformule.

## Covers
More Than Words is gecoverd door onder meer Algebra Blessett, David Cassidy, Mina, Ivete Sangalo en Westlife, die met hun versie een nummer 3-hit in Venezuela scoorden. Daarnaast zijn parodieën op zowel het nummer als de videoclip gemaakt door onder anderen Amateur Transplants (Northern Birds), Jimmy Fallon met Jack Black (in The Tonight Show Starring Jimmy Fallon), Mike Myers met Manu Narayan (in The Love Guru), Jason Segel (in How I Met Your Mother) en "Weird Al" Yankovic (You Don't Love Me Anymore).

## Hitnoteringen

### Nederlandse Top 40
| Hitnotering: 08-06-1991 t/m 07-09-1991 | Hitnotering: 08-06-1991 t/m 07-09-1991 | Hitnotering: 08-06-1991 t/m 07-09-1991 | Hitnotering: 08-06-1991 t/m 07-09-1991 | Hitnotering: 08-06-1991 t/m 07-09-1991 | Hitnotering: 08-06-1991 t/m 07-09-1991 | Hitnotering: 08-06-1991 t/m 07-09-1991 | Hitnotering: 08-06-1991 t/m 07-09-1991 | Hitnotering: 08-06-1991 t/m 07-09-1991 | Hitnotering: 08-06-1991 t/m 07-09-1991 | Hitnotering: 08-06-1991 t/m 07-09-1991 | Hitnotering: 08-06-1991 t/m 07-09-1991 | Hitnotering: 08-06-1991 t/m 07-09-1991 | Hitnotering: 08-06-1991 t/m 07-09-1991 | Hitnotering: 08-06-1991 t/m 07-09-1991 | Hitnotering: 08-06-1991 t/m 07-09-1991 |
| Week                                   | 1                                      | 2                                      | 3                                      | 4                                      | 5                                      | 6                                      | 7                                      | 8                                      | 9                                      | 10                                     | 11                                     | 12                                     | 13                                     | 14                                     |                                        |
| -------------------------------------- | -------------------------------------- | -------------------------------------- | -------------------------------------- | -------------------------------------- | -------------------------------------- | -------------------------------------- | -------------------------------------- | -------------------------------------- | -------------------------------------- | -------------------------------------- | -------------------------------------- | -------------------------------------- | -------------------------------------- | -------------------------------------- | -------------------------------------- |
| Positie                                | 18                                     | 12                                     | 6                                      | 2                                      | 2                                      | 1                                      | 2                                      | 2                                      | 4                                      | 7                                      | 11                                     | 17                                     | 25                                     | 32                                     | uit                                    |

### Nationale Top 100
| Hitnotering: 18-05-1991 t/m 28-09-1991 | Hitnotering: 18-05-1991 t/m 28-09-1991 | Hitnotering: 18-05-1991 t/m 28-09-1991 | Hitnotering: 18-05-1991 t/m 28-09-1991 | Hitnotering: 18-05-1991 t/m 28-09-1991 | Hitnotering: 18-05-1991 t/m 28-09-1991 | Hitnotering: 18-05-1991 t/m 28-09-1991 | Hitnotering: 18-05-1991 t/m 28-09-1991 | Hitnotering: 18-05-1991 t/m 28-09-1991 | Hitnotering: 18-05-1991 t/m 28-09-1991 | Hitnotering: 18-05-1991 t/m 28-09-1991 | Hitnotering: 18-05-1991 t/m 28-09-1991 | Hitnotering: 18-05-1991 t/m 28-09-1991 | Hitnotering: 18-05-1991 t/m 28-09-1991 | Hitnotering: 18-05-1991 t/m 28-09-1991 | Hitnotering: 18-05-1991 t/m 28-09-1991 | Hitnotering: 18-05-1991 t/m 28-09-1991 | Hitnotering: 18-05-1991 t/m 28-09-1991 | Hitnotering: 18-05-1991 t/m 28-09-1991 | Hitnotering: 18-05-1991 t/m 28-09-1991 | Hitnotering: 18-05-1991 t/m 28-09-1991 | Hitnotering: 18-05-1991 t/m 28-09-1991 |
| Week                                   | 1                                      | 2                                      | 3                                      | 4                                      | 5                                      | 6                                      | 7                                      | 8                                      | 9                                      | 10                                     | 11                                     | 12                                     | 13                                     | 14                                     | 15                                     | 16                                     | 17                                     | 18                                     | 19                                     | 20                                     |                                        |
| -------------------------------------- | -------------------------------------- | -------------------------------------- | -------------------------------------- | -------------------------------------- | -------------------------------------- | -------------------------------------- | -------------------------------------- | -------------------------------------- | -------------------------------------- | -------------------------------------- | -------------------------------------- | -------------------------------------- | -------------------------------------- | -------------------------------------- | -------------------------------------- | -------------------------------------- | -------------------------------------- | -------------------------------------- | -------------------------------------- | -------------------------------------- | -------------------------------------- |
| Positie                                | 91                                     | 78                                     | 58                                     | 24                                     | 10                                     | 5                                      | 2                                      | 1                                      | 1                                      | 3                                      | 4                                      | 5                                      | 8                                      | 14                                     | 23                                     | 34                                     | 39                                     | 45                                     | 63                                     | 76                                     | uit                                    |

### NPO Radio 2 Top 2000
| Nummer met noteringen in de NPO Radio 2 Top 2000 | '99 | '00 | '01 | '02 | '03 | '04 | '05 | '06  | '07  | '08 | '09  | '10 | '11  | '12 | '13  | '14  | '15  | '16  | '17  | '18  | '19  | '20  | '21  | '22  | '23  | '24  |
| ------------------------------------------------ | --- | --- | --- | --- | --- | --- | --- | ---- | ---- | --- | ---- | --- | ---- | --- | ---- | ---- | ---- | ---- | ---- | ---- | ---- | ---- | ---- | ---- | ---- | ---- |
| More Than Words                                  | 305 | 514 | 661 | 581 | 503 | 767 | 988 | 1099 | 1099 | 860 | 1025 | 823 | 1198 | -   | 1312 | 1104 | 1065 | 1225 | 1116 | 1421 | 1447 | 1443 | 1445 | 1611 | 1624 | 1513 |

1. ↑  Een '-' betekent dat het nummer niet was genoteerd en een vetgedrukt getal geeft de hoogste notering aan.